# Psyllotoxus griseocinctus
Psyllotoxus griseocinctus là một loài bọ cánh cứng trong họ Cerambycidae.